# Holmiu
Holmiu (simbol Ho) este elementul chimic cu numărul atomic 67. A fost descoperit de Soret în 1878 . 

## Istoric

### Etimologie
Denumirea de holmiu provine din denumirea latină a orașului Stockholm. 

### Descoperire
Elementul chimic holmiu a fost descoperit de către Jacques-Louis Soret și Marc Delafontaine în anul 1878. Soret a denumit noul element Elementul X. în 1879, Per Teodor Cleve a descoperit independent faptul că oxidul de erbiu conține urme de holmiu și de tuliu. Acesta a denumit noul element holmia, după numele orașului său natal Stockholm. Mai târziu, s-a remarcat faptul că holmia avea același spectru cu noul element descoperit, X. 
Însă, nu s-a reușit izolarea holmiului relativ pur înaintea lucrărilor lui O Homberg din 1911. Între anii 1911 și 1945, s-a depus o muncă titanică pentru a putea separa holmiul de alte pământuri rare. Forma metalică a elementului a fost produsă sub formă de pudră combinată cu clorură de potasiu de către savanții W. Klemm și H. Bommer în 1934. Aceștia au redus clorura anhidră cu vapori de potasiu. 
La sfârșitul anilor 1940 și 1950, multe metode de separare au fost propuse de către Laboratoarele Ames. La momentul actual, un număr foarte mare de metode industriale folosesc schimbul de electroni pentru a prepara holmiul, putând fi obținut în cantități comerciale. 

## Proprietăți

### Fizice
Ca și toate metalele, holmiul este un colorat în alb-argintiu, ce este ușor, ductil (poate fi tras în fire cu diametru foarte mic) și maleabil (poate fi tras în foi subțiri). Amândouă proprietățile sunt valabile pentru metale. Totodată, holmiul are câteva proprietăți magnetice și electrice; Holmiul are un punct de topire relativ ridicat, de 1 470°grade Celsius (2 680°Fahrenheit), și un punct de fierbere ridicat, de 2 720°grade Celsius (4 930°Fahrenheit). 
În aerul umed și la temperaturi înalte, holmiul este ușor oxidat, formând un oxid de culoare galbenă. În formă pură, holmiul posedă un luciu metalic, luminos și argintiu.
O caracteristică foarte interesantă poate fi observată la oxidul de holmiu. Acestuia i se schimbă culorile în funcție de condițiile de iluminare la care a fost supus; la lumina zilei, culoarea sa este galbenă. Sub lumina tricromatică, culoarea sa este portocalie spre roșie. Acest fenomen mai este prezent la elementul chimic numit fosfor. Când este combinat cu ytriul, acesta formează un compus foarte puternic magnetic. 
În următorul tabel sunt reprezentate valorile presiunii Vaporilor la diferite temperaturi.
| Presiunea (Pa)  | 1    | 10   | 100    | 1 KPa  | 10 KPa | 100 KPa |
| --------------- | ---- | ---- | ------ | ------ | ------ | ------- |
| Temperatura (K) | 1432 | 1584 | (1775) | (2040) | (2410) | (2964)  |

Numărul de registru CAS al bromului este 7726-95-6.

### Chimice
Holmiul are simbolul chimic Ho.
Holmiul metalic are o tendință de a fi stabil la temperatura camerei. Holmiul devine mult mai reactiv atunci când este expus aerului umed, combinându-se cu oxigenul și formând oxidul de holmiu Ho2O3, după reacția: 
4 Ho + 3 O2 → 2 Ho2O3
Ca multe alte metale, elementul se dizolvă în acizi, formând săruri cu aceștia. De exemplu, reacția cu acidul sulfuric, în urma căruia se găsesc ioni Ho (III), galbeni.
2 Ho (s) + 3 H2SO4 (aq) → 2 Ho3+ (aq) + 3 SO2−4 (aq) + 3 H2 (g)
Holmiul nu este electropozitiv, fiind, în cele mai multe cazuri, trivalent. Reacționează greu cu apa rece relativ rapid cu apa fierbinte pentru a forma hidroxidul de holmiu:
2 Ho (s) + 6 H2O (l) → 2 Ho(OH)3 (aq) + 3 H2 (g)
Holmiul metalic reacționează cu toți halogenii, după reacțiile:
2 Ho (s) + 3 F2 (g) → 2 HoF3 (s) [roz]
2 Ho (s) + 3 Cl2 (g) → 2 HoCl3 (s) [galben]
2 Ho (s) + 3 Br2 (g) → 2 HoBr3 (s) [galben]
2 Ho (s) + 3 I2 (g) → 2 HoI3 (s) [galben]

### Izotopi
Vezi și Izotopii holmiului

## Răspândire și producție
Abundența holmiului în crusta Pământului este estimată la aproximativ 0,7 la 1,2 părți pe milion (1,1·10-4). Este unul dintre cele mai puțin comune metale rare, dar este mult mai comun decât iodul, argintul, mercurul sau aurul. Cele mai comune minerale de holmiu sunt gadolinitul și monazitul. Locurile unde holmiul se găsește în cantități mai mari sunt China, Statele Unite ale Americii, Brazilia, India, Sri Lanka și Australia, cu rezerve estimate la peste 400 000 de tone. 
Holmiul este extras comercial din nisipul de monazit (ce conține 0,05% din acest element), dar, până și astăzi, este foarte dificil să separi holmiul de alte pământuri rare. Holmiul este relativ ieftin, pentru un metal rar, vânzându-se cu un preț de 1000 $ per Kg. 

### În alimente
Nu se cunosc alimente ce pot conține holmiu.